# Vadu Pașii
Vadu Pașii is een Roemeense gemeente in het district Buzău.
Vadu Pașii telt 9472 inwoners.